# ブリット・オールクロフト
ブリット・オールクロフト（Britt Allcroft、本名：ヒラリー・メアリー・オールクロフト（Hilary Mary Allcroft）、1943年12月14日 - 2024年12月25日）は、イギリスの映像作家、プロデューサー、映画監督、脚本家。テレビシリーズ『きかんしゃトーマス』の原案。

## 経歴

### 生い立ち
1943年12月14日、イギリス、ウェスト・サセックス州のワージングで生まれる。母、叔母、妹の4人家族で育つ。
15歳でイギリス『ヴォーグ』誌に投稿したものが認められライターに起用され、16歳の時には自身のラジオ番組を持ち注目を集める。この頃から芸名であるブリット・オールクロフトを名乗るようになり、テレビ界に転じて自身の才能を発揮し1970年代から1980年代にドラマ、ドキュメンタリー、トークショー、ゲームショー、およびパフォーミングアートを含むあらゆるジャンルで作家、ディレクター、プロデューサーとしてITVやBBCで活躍した。

### 『きかんしゃトーマス』の立ち上げから離脱まで
1979年に蒸気機関車に関する5分のドキュメンタリー番組の制作中、ブルーベル鉄道にて『汽車のえほん』の作者ウィルバート・オードリー牧師と知り合い、自身が幼い事に慣れ親しんだ『汽車のえほん』の映像化を思い立った。貯蓄から製作資金を集める等経済的な負担を負いながらスタッフを集めるなど準備を進め、当時の夫アンガス・ライトと共に番組制作会社「ブリット・オールクロフト社」を設立し、1984年から『きかんしゃトーマス』というタイトルで放送を開始した。番組は成功を収め英国アカデミー賞にノミネートされるなど高い評価を受ける。その後1980年代後半にアメリカに進出し、公共放送サービス向けに製作した幼児向け番組『シャイニング・タイム・ステーション』はジェミニ賞を始めとする数々の賞を受ける。1990年代に入るとオリジナル作品として、小象のマンフィーを主人公としたセルアニメ作品『マンフィーのふしぎなぼうけん』を1994年からアメリカFOXテレビ（Fox Kids）にて放映を開始した。
『きかんしゃトーマス』シリーズでは1990年代以降、監督のデヴィッド・ミットンとの共作でオリジナルエピソードの執筆も手掛けたが、自身が監督・脚本・制作を手掛けた2000年公開の劇場用長編映画『きかんしゃトーマス 魔法の線路』が興行的失敗という結果に終わり、ブリット・オールクロフト社をガレイン社に改称した後社長を辞任した。2002年にガレイン社はヒット・エンターテインメントに買収され、同年放送の『きかんしゃトーマス』第6シリーズまでクリエイティブコンサルタントとしてヒット社に残留するが、2003年に退社した。制作から離れた『きかんしゃトーマス』ではあるが、第7シリーズ以降もオープニングにはテレビシリーズ原案として彼女の名前がクレジットされ続けている。

### 後年
1997年に夫アンガス・ライトと離婚、カリフォルニア州サンタモニカに子ども2人と在住する。2008年には新たにアメリカにブリット・オールクロフト・プロダクションを起こし、同年3月18日にはヒット・エンターテインメントから『マンフィーのふしぎなぼうけん』の映像作品に関するほとんどの権利を買い戻した。2015年に新シリーズを制作することを発表し、2022年より放映が開始された。

### 死去
2024年12月25日にロサンゼルスで死去。81歳没。訃報は遺族の意向により『きかんしゃトーマス』に関するドキュメンタリー映画を製作したことで生前親交があった映画監督のブランノン・カーティのXを通じて2025年1月3日に公表された。
2012年より『きかんしゃトーマス』の商標権を所有しているマテルはニューズウィークの取材に対し、「マテルは、先見の明のあるプロデューサーであり、テレビ番組『きかんしゃトーマス』の制作者であるブリット・オールクロフトの訃報に接し、深い悲しみを感じています。ブリットの子供向けテレビ番組と『きかんしゃトーマス』への貢献は計り知れません。ブリットはウィルバート・オードリー牧師の『汽車のえほん』の物語を初めてテレビで放映し、きかんしゃトーマスとその仲間たちの愛すべきキャラクターを世界中の新しい視聴者に紹介し、何百万人もの子供と大人の心を動かしました。マテルはブリットの功績と影響力に感謝し、ブリットの家族と友人に心から哀悼の意を表します。」と声明を発表した。

## 主な担当作品

### 原案・プロデューサー・脚本
- 1984年～1998年 - きかんしゃトーマス
- 1989年～1993年 - シャイニング・タイム・ステーション
- 1994年～1998年 - マンフィーのふしぎなぼうけん
- 2000年 - きかんしゃトーマス 魔法の線路

## 賞
| 賞               | 年   | 部門         | 作品名                             | 結果       |
| ---------------- | ---- | ------------ | ---------------------------------- | ---------- |
| 英国アカデミー賞 | 1985 | 短編アニメ賞 | きかんしゃトーマス                 | ノミネート |
| 英国アカデミー賞 | 1987 | 短編アニメ賞 | きかんしゃトーマス                 | ノミネート |
| ジェミニ賞       | 1993 | 子供番組賞   | シャイニング・タイム・ステーション | 受賞       |